# ۱۹۸۳

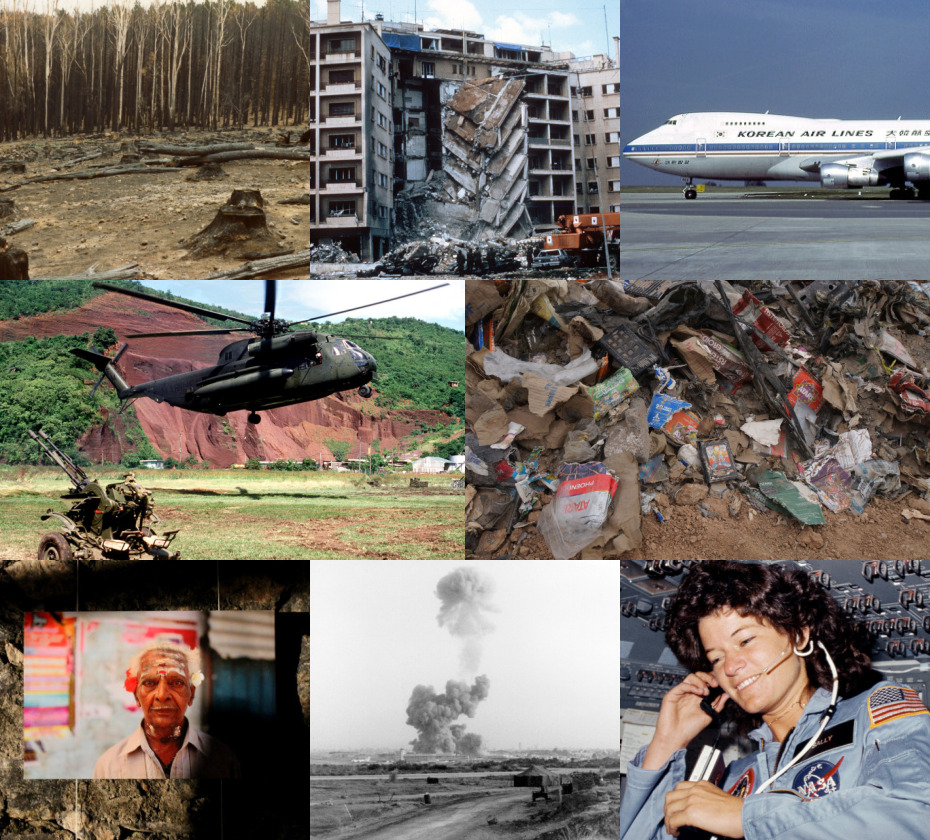
برخی از اتفاقات مهم در سال ۱۹۸۳ میلادی

سال ۱۹۸۳ (هزار و نهصد و هشتاد و سه) میلادی، چهارمین سال از دهه ۱۹۸۰ در سده ۲۰ میلادی بود. بر اساس تقویم گریگوری سال مذکور یک سال عادی با ۳۶۵ روز بود. در تقویم هجری شمسی سال ۱۹۸۳ از دی ۱۳۶۱ شروع شد و در دیماه ۱۳۶۲ خاتمه یافت.

## نامگذاری‌ها
در تقویم چینی این سال سال خوک نام گرفته‌ است.

## زادروزها
- ۲ ژانویه – کیت باسورث، بازیگر آمریکایی
- ۶ ژانویه -  افراط در، بازیگر اسرائیلی
- ۱۴ ژانویه – تاکاکو اوئه هارا، خواننده و بازیگر ژاپنی
- ۱۹ ژانویه – هیکارو اوتادا، ترانه‌سرا، موسیقی‌دان و خواننده آمریکایی
- ۲۵ ژانویه – یاسویوکی کونو، بازیکن فوتبال ژاپنی
- ۱۱ فوریه – رافائل فن در فارت، بازیکن فوتبال هلندی
- ۲۴ فوریه – سوفی هاوارد، مدل بریتانیایی
- ۲۵ فوریه – ادواردو دا سیلوا، بازیکن فوتبال برزیلی
- ۶ آوریل – دیورا برد، بازیگر و مدل آمریکایی
- ۱۶ آوریل – آلکس آنتونیو دی میلو سانتوس، بازیکن فوتبال برزیلی
- ۱ مه – آلن برنارد، شناگر فرانسوی
- ۴ مه – جسی موس، بازیگر کانادایی
- ۵ مه – هنری کویل، بازیگر بریتانیایی
- ۹ مه – ریوهی ماتسودا، بازیگر ژاپنی
- ۱۶ مه - نانسی عجرم، خواننده نامدار لبنانی
- ۲۷ مه – بابی کونوی، بازیکن فوتبال آمریکایی
- ۲۸ مه – توبی همینگوی، بازیگر انگلیسی
- ۳۰ مه – جنیفر الیسون، بازیگر، خواننده، و مدل بریتانیایی
- ۲ ژوئن – بروک وایت، خواننده آمریکایی
- ۲۳ ژوئن – مایلز فیشر، بازیگر و موسیقی‌دان آمریکایی
- 24 ژوئن – الگو:تایماز خوشنام، باهوشترین فرد عالم در کلیه علوم کامپیوتر والکترونیک زمان خود و ایده پرداز و صاحب نظر متولد ایران
- ۲۷ ژوئن – آلسو، خواننده روسی
- ۶ اوت – روبین فان پرسی، بازیکن فوتبال هلندی
- ۱۶ اوت – مهدی صفامنش، موسس و مدیر شرکت مشهد کاور
- ۱۶ اوت – نیکولاس زیسیس، بازیکن بسکتبال و ورزشکار یونانی
- ۳۰ اوت – جون ماتسوموتو، بازیگر و خواننده ژاپنی
- ۲ سپتامبر – تیفانی هینس، بازیگر آمریکایی
- ۹ سپتامبر – زویی کازان، بازیگر آمریکایی
- ۱۰ سپتامبر – آرون کمپز، دوچرخه‌سوار اهل استرالیا
- ۱۴ سپتامبر – ایمی واینهاوس، خواننده-ترانه‌سرا و گیتاریست بریتانیایی (د. ۲۰۱۱)
- ۲۰ سپتامبر – یونا آیتو، خواننده آمریکایی
- ۲۶ سپتامبر – ریکاردو کوارشما، بازیکن فوتبال پرتغالی
- ۶ اکتبر – روبرت بنگش، دوچرخه‌سوار اهل آلمان
- ۱۱ اکتبر – برادلی جیمز، بازیگر و بازیکن فوتبال بریتانیایی
- ۱۶ اکتبر – لورین (خواننده)، خواننده سوئدی
- ۲۶ اکتبر – دیمیتری سیچو، بازیکن فوتبال روسی
- ۳ نوامبر – جولی مری برمن، بازیگر آمریکایی
- ۱۰ نوامبر – میراندا لمبرت، خواننده-ترانه‌سرا و خواننده آمریکایی
- ۲۲ نوامبر – تایلر هیلتون، خواننده و بازیگر آمریکایی
- ۹ دسامبر – داریوش دوتکا، بازیکن فوتبال و ورزشکار لهستانی
- ۱۵ دسامبر – دونتل جفرسون، بازیکن بسکتبال اهل ایالات متحده آمریکا
- ۲۸ دسامبر – آیکو ناکامورا، بازیکن تنیس و ورزشکار ژاپنی

### ژانویه
۱ ژانویه - 
امی کوبایاشی (
Emi_Kobayashi) 
بازیگر و مدل ژاپنی
۲ ژانویه - 
کیت بُس ورث (
Kat Bosworth)
بازیگر آمریکایی
۴ ژانویه - 
اسپنسر چامبرلین (
Spencer_Chamberlain)
موسیقی دان آمریکایی
۸ ژانویه - 
کریس مسترز (
Chris Masters)
کشتی گیر آمریکایی
۱۳ ژانویه - 
ویلیام هانگ (
William Hung)
موسیقی دان چینی-آمریکایی
۱۳ ژانویه - 
رونی توریاف (
Ronny Turiaf)
بسکتبالیست فرانسوی
۱۷ ژانویه - 
یوهانس هربر (
Johannes Herber)
بسکتبالیست آلمانی
۱۸ ژانویه - 
سامانتا موبا (
Samantha_Mumba)
خواننده و بازیگر ایرلندی
۱۹ ژانویه - 
هیکارو اوتادا ( 
Hikaru Utada )
خواننده و ترانه سرای ژاپنی
۲۰ ژانویه - 
ماری یاگوچی ( 
Mari Yaguchi )
خواننده و دی جی ژاپنی
۲۳ ژانویه - 
دیوید فیرث ( 
David Firth )
فلش ساز آمریکایی
۲۴ ژانویه - 
اسکات اسپید ( 
Scott Speed )
راننده آمرکایی مسابقات فرمول یک

### فوریه
۷ فوریه - 
الین گریند میر ( 
Elin Grindemyr )
مدل سوئدی
۸ فوریه - 
جیم وراروس (
Jim Verraros )
خواننده آمریکایی
۸ فوریه - 
آتیبا هاچینسون (
Atiba Hutchinson )
فوتبالیست کانادایی
۱۵ فوریه - 
آلن دیداک (
Alan Didak )
فوتبالیست استرالیایی
۱۸ فوریه - 
جولز سانتانا (
Juelz Santana )
خواننده رپ آمریکایی
۱۹ فوریه - 
میکا ناکاشیما ( 
Mika Nakashima )
خواننده و بازیگر ژاپنی
۱۹ فوریه - 
رایان ویتنی ( 
Ryan Whitney )
بازیکن هاکی اهل آمریکا
۲۳ فوریه - 
میدو ( 
Mido )
فوتبالیست مصری
۲۳ فوریه - 
امیلی بلانت ( 
Emily Blunt )
بازیگر انگلیسی
۲۷ فوریه - 
دوین هریس ( 
Devin Harris )
بسکتبالیست آمریکایی
۲۸ فوریه - 
تیم ردواین ( 
Tim Redwine )
بازیگر آمریکایی

### مارس
۴ مارس مکس ورگارا پوئتی (
Max Vergara Poeti ) نویسنده کلمبیایی
۱۰ مارس کری آندروود (
Carrie Underwood ) خواننده آمریکایی
- ۱۲ مارس – آندره ناکاهارا، ورزشکار هنرهای رزمی و کاراته‌کا اهل برزیل

۱۴ مارس بختیار آرگائف (
Bakhtiyar Artayev ) بوکسور قزاقستانی
۱۴ مارس تیلور هانسون (
Taylor Hanson ) موسیقی دان آمریکایی
۱۵ مارس شون بیگراستاف (
Sean Biggerstaff ) بازیگر بریتانیایی
۱۷ مارس کریستین و جوزف کازینز (
Christian and Joseph Cousins ) بازیگرهای دو قلوی آمریکایی
۲۱ مارس برونو لانگلی (
Bruno Langley) بازیگر بریتانیایی
۲۷ مارس شانتینیس پولک (
Shawntinice Polk ) بسکتبالیست آمریکایی
۲۸ مارس رایان آشینگتون (
Ryan Ashington ) فوتبالیست انگلیسی
۳۰ مارس زاک گوئن (
Zach Gowen ) کشتیگیر آمریکایی
۳۰ مارس هبه تیان (
Hebe Tian ) خواننده تایوانی

### آوریل
۱ آوریل
۲ آوریل
۴ آوریل
۹ آوریل
۱۰ آوریل
۱۳ آوریل
۱۵ آوریل
۱۷ آوریل
۱۸ آوریل تأسیس کانال دیزنی
۱۹ آوریل
۱۹ آوریل
۱۹ آوریل
۱۹ آوریل
۲۱ آوریل
۲۲ آوریل
۲۳ آوریل
۲۴ آوریل
۲۶ آوریل
۲۹ آوریل
۲۹ آوریل

### ژوئیه
- 23 ژوئیه علی اکبر عبدالهی یکی از آخرین دانش آموختگان رشته مهندسی آبیاری در دانشگاه بیرجند
- 29 ژوئیه عادل سرگزی (adel sargazi) باستانشناس و هنرمند ایرانی

### اکتبر
- 4 اکتبر - ایمن زاید : فوتبالیست اهل ایرلند - لیبی .
- 28 اکتبر - موسی محبتی : مهندس صنایع - ایران .

### دسامبر
- ۱۹ دسامبر – آرمن وایتزمن، بازیگر و کمدین ارمنی‌تبار اهل ایالات متحده آمریکا

## مرگ‌ها
- ۴ فوریه – کارن کارپنتر، خواننده آمریکایی (ز. ۱۹۵۰)
- ۸ فوریه – هری بوت، فیزیک‌دان بریتانیایی (ز. ۱۹۱۷)
- ۱۹ فوریه – آلیس وایت، بازیگر آمریکایی (ز. ۱۹۰۴)
- 3 مارس - هرژه، نویسنده و کاریکاتوریست بلژیکی (ز.1907)
- ۱۱ آوریل – دولورس دل ریو، بازیگر مکزیکی (ز. ۱۹۰۵)
- ۵ مه – جان ویلیامز (بازیگر)، بازیگر بریتانیایی (ز. ۱۹۰۳)
- ۳۱ مه – جک دمپسی، ورزشکار و بوکسور آمریکایی (ز. ۱۸۹۵)
- ۱ ژوئیه – باکمینستر فولر، معمار آمریکایی (ز. ۱۸۹۵)
- ۱۱ ژوئیه – راس مک‌دانلد، نویسنده آمریکایی (ز. ۱۹۱۵)
- ۱۶ ژوئیه – سامسون رافیلسون، فیلمنامه‌نویس آمریکایی (ز. ۱۸۹۴)
- ۲۳ ژوئیه – ژرژ اوریک، طراح رقص، بازیگر، و آهنگساز فرانسوی (ز. ۱۸۹۹)
- ۵ اوت – جودی کانووا، خواننده آمریکایی (ز. ۱۹۱۳)
- ۲۱ اوت – بنینو آکینو، سیاست‌مدار فیلیپینی (ز. ۱۹۳۲)
- ۲۹ اوت – سیمون اوکلند، بازیگر آمریکایی (ز. ۱۹۱۵)
- ۲۶ سپتامبر – تینو رسی، بازیگر و خواننده فرانسوی (ز. ۱۹۰۷)
- ۸ اکتبر – جوآن هکت، بازیگر آمریکایی (ز. ۱۹۳۴)
- ۱۵ اکتبر – پت اوبرایان (هنرپیشه)، بازیگر آمریکایی (ز. ۱۸۹۹)
- ۷ نوامبر – ژرمن تایفر، طراح رقص و آهنگساز فرانسوی (ز. ۱۸۹۲)
- ۲۸ نوامبر – کریستوفر جورج، بازیگر آمریکایی (ز. ۱۹۳۱)
- ۵ دسامبر – رابرت آلدریچ، فیلمنامه‌نویس، تهیه‌کننده، و کارگردان آمریکایی (ز. ۱۹۱۸)
- ابی وید گری - مجموعه‌دار آمریکایی (ز. ۱۹۰۲)

## جایزه‌های نوبل
فیزیک - سوبرامانیان چاندراسخار و ویلیام آلفرد فاولر
شیمی - هنری تاوب
پزشکی - باربارا مک کلینتک
ادبیات - ویلیام گلدینگ
صلح - لچ والسا
اقتصاد - جرارد دبرو

## جایزه‌های تمپلتون
الکساندر سولژنیتسین